# 정원철 (음악가)
정원철(Won Cheol Jeong, 1968년 3월 28일 ~ )은 대한민국의 작곡가 겸 음악 감독이다. 2016년 정규앨범 《치유음악 정원철의 반야심경》을 발표하였으며, 현재 영화 음악과 치유 음악가로 활동 중이다. 2015년 ~ 2017년 국제 웹드라마 영화제 서울웹페스트 음악 감독을 지낸 경력을 가지고 있다. 2025년 이탈리아 로마 국제 영화제 Festival Tulipani di Seta Nera에서 최우수 음악상을 수상하였다. 2021년 현대문예 추천문학상을 수상하였으며, 수필가이기도 하다.
2022년부터 시작된 Young Man Kang 감독의 모바일 세로 영화 《Prayer》 인터내셔널 시리즈에 주제곡 《Prayer - 기도》와 《사랑은 비처럼 인생은 구름처럼 - Love Like Rain Life Like Clouds》, 《Love Theme》, 《Rhapsody of Prayer》 등을 작곡하여 OST로 삽입되었으며, 영화 《Prayer》 인터내셔널 시리즈는 현재 세계 각국에서 총 23개의 에피소드를 완성하였다.
Episode 1. Prayer Istanbul
Episode 2. Prayer Rome
Episode 3. Prayer Seoul
Episode 4. Prayer Los Angeles
Episode 5. Prayer Frankfurt
Episode 6. Prayer Tokyo
Episode 7.  Prayer Honolulu
Episode 8. Prayer Lima
Episode 9. Prayer Cusco
Episode 10. Prayer Toronto
Episode 11. Prayer Vancouver
Episode 12. Prayer Rio de Janeiro
Episode 13. Prayer San Salvador 
Episode 14. Prayer Atlanta
Episode 15. Prayer Wetzlar
Episode 16. Prayer Panama
Episode 17. Prayer Marseille
Episode 18. Prayer  Petrópolis
Episode 19. Prayer On The Border
Episode 20. Prayer Montreal 
Episode 21. Prayer Monterrey 
Episode 22. Prayer Hollywood 
Episode 23. Prayer Cologne
영화 《Prayer》 인터내셔널 시리즈는 현재 해외 여러 영화제에서 러브콜을 계속 받고 있는 가운데 Panama 버전이 이탈리아 로마 국제 영화제 Festival Tulipani di Seta Nera 2025에서 최우수 음악상을 수상하였으며, British Web Awards 2024에서  Best Vertical Series 상과 Best Cinematography 상을 수상하였다. 브라질 Rio 버전은 Swedish  International Film Festival에서 여우 주연상을 수상하였다. Atlanta 버전은 Picasso International Film Festival 2025에서 Best Smartphone Short Film 상을 수상하였으며, Swedish  International Film Festival에서 남우 주연상을 수상하였다. 독일 프랑크푸르트 버전은 인도 Diamond Bell International Film Festival에서 심사위원 특별상을 수상한데 이어 Barcelona Indie Awards에서 Best Mobile phone Shoot 상을 수상하였으며, 인도 Tamizhagam International Film Festival에서 Best  Mobile Short Film 상을 수상하였고 페루 Series Web Awards 2023 Lima, Peru에서 심사위원 특별상을 수상하였다. 캐나다 밴쿠버 버전은 인도 Diamond Bell International Film Festival과 Athvikvaruni International Film Festival에서 Best Mobile Film상을 수상하였으며, 토론토 버전은 인도 Diamond Bell International Film Festival에서  Best Mobile Short Film 상을 수상한데 이어 Rohip International Film Festival에서 심사위원 특별상을 수상하였다. 페루 Cusco 버전은 인도 Athvikvaruni International Film Festival에서 Best Mobile Short Film 상을 수상하였으며, Lima 버전은 Lift-Off Global Network Film Festival 2023에서 Audience Choice Award를 수상한데 이어 Diamond Bell International Film Festival과 Rohip International Film Festival 그리고 Sittannavasal International Film Festival에서 Best Mobile Short Film상을 수상하였다. 하와이 Honolulu 버전은 인도 Rohip International Film Festival과 Sittannavasal International Film Festival에서 Best Mobile Short Film 상을 수상하였다. 도쿄 버전은 Singapore International Short Film Festival 2023과 인도 Athvikvaruni International Film Festival에서 Best Mobile Short Film 상을 수상하였으며, LA 버전은 인도 Rohip International Film Festival 2023과 Bhutan International Short Film Festival 2023에서 심사위원 특별상을 수상하였다. 로마 버전은 인도 Diamond Bell International Film Festival에 공식 선정되어 특별상을 수상한데 이어 포르투갈 Lisbon Film Rendezvous finalist에 올랐다. 이스탄불 버전은 영국 Multi Dimension Independent Film Festival에서 최우수 단편영화상을 수상하였으며, 인도 Bollywood International Film Awards 2023에서 최고 작가상을 수상하였다. 서울 버전은 대만 International Short Film Festival과 인도 Rohip International Film Festival에서 심사위원상을 수상한데 이어 인도 Sittannavasal International Film Festival과 Athvikvaruni International Film Festival에서 Best Asian Short Film 상을 수상하였으며, 헝가리 Budapest Film Festival Honorable Mention에 선정되었다.
2025년 디지털 싱글 앨범 The Healing Music 정원철의 치유음악 Vol. 4 《사랑은 비처럼 인생은 구름처럼 - Love Like Rain Life Like Clouds》를 발매하였다. 이 앨범은 피아노 버전과 오케스트라 버전 두 가지의 버전으로 구성되어 있으며, 미국에서 활동하고 있는 한국인 영화 감독이자 LA 웹페스트 집행 위원장인 Young Man Kang의 모바일 세로 영화 《Prayer》 인터내셔널 시리즈에 OST로 삽입되었다.
2024년 디지털 싱글 앨범 The Healing Music 정원철의 치유음악 Vol. 2 《Prayer - 기도》와 Vol. 3 《김치 워리어 - Kimchi Warrior》를 각각 발매하였다. 《Prayer - 기도》는 Young Man Kang의 모바일 세로 영화 《Prayer》 인터내셔널 시리즈의 주제곡으로 작곡되었으며, 피아노 3중주 곡으로 구성되어 있다. 《김치 워리어 – Kimchi Warrior》는  Young Man Kang의 애니메이션 《김치 워리어 – Kimchi Warrior》의 주제곡으로 작곡되었으며, 이 음악은 오케스트라와 함께 트럼펫 연주곡으로 구성되어 있다.
2016년 정규앨범 《치유음악 정원철의 반야심경》을 발표하여 현재 영화 음악과 치유 음악가로 활동 중이다. 이 음반은 치유음악이라는 주제를 가지고 총 11개의 트랙으로 구성되어 있는데 Part I 《반야심경》은 제1악장 바이올린으로 시작해서 어린이 합창과 성악 앙상블의 경전을 노래하다에 이르기까지 총 6악장 여섯 개의 트랙으로 구성되어 있으며, Part II 《사랑에게 말하다》는 종교와 관련 없이 누구나 공감할 수 있는 사랑에 관한 음악들로 사랑의 아름다움, 상처, 슬픔 등을 주제로 엮어서 피아노, 플루트, 바이올린, 첼로, 해금, 색소폰 등 다양한 악기들로 연주하여 다섯 개의 트랙으로 구성되어 있다. 이 음반의 메인 타이틀인 Part I 《반야심경》은 불교의 대표적인 경전 중 하나이다. 600권으로 이뤄진 대반야바라밀다경을 270자의 한자로 요약하여 불교의 깊은 진리를 짧은 글자에 함축하고 있는 경전으로 모든 법회 의식에서 독송되고 있어 대중들에게 잘 알려져 있다. 특히 《치유음악 정원철의 반야심경》은 대중들이 어렵게 느껴지는 경전을 가지고 누구나 쉽게 접할 수 있도록 클래식하면서도 신세대의 정서에 부합되는 뉴에이지 스타일의 음악으로 대중들에게 선봬 눈길을 끈다. Part II 《사랑에게 말하다》는 정원철 작곡가 자신이 걸어온 삶의 정서와 감성이 그대로 묻어난 특유의 슬프도록 아름다운 멜로디가 오랜 여운을 남기며 가슴을 파고든다. 출처:  브레이크 뉴스 보도 내용 중에서

## 주요 작품
1. 사랑은 비처럼 인생은 구름처럼 - Love Like Rain Life Like Clouds 작곡 2025
2. Prayer - 기도  작곡 2022
3. 김치 워리어 - Kimchi Warrior 주제가 작곡, 편곡 2022
4. 서울 웹페스트 영화제 2021 시상식 BGM 작곡 2021
5. 오디오북 저 절로 가는 길 BGM 작곡 2020
6. 이윤희 사랑에게 말하다 작사, 작곡 2020
7. 웹드라마 5부작 도플갱어 BGM 작곡 2016
8. 치유음악 정원철의 반야심경 정규 앨범 작곡 2016
9. 영화 모크샤  BGM 작곡 2012

## 영화 데이터 베이스
- 정원철 IMDb Profile

## 수상
- 이탈리아 로마 국제 영화제 Festival Tulipani di Seta Nera 최우수 음악상 수상 2025
- 현대문예 추천문학상 수필부문 2021

## 경력
- 서울 웹페스트 영화제 음악감독 2015 ~ 2017

## 외부 프로필
- 정원철 IMDb Profile

- 정원철 NAVER Profile

- 정원철 Daum Profile

## 언론 보도 내용
- 이탈리아 로마 국제 영화제 Festival Tulipani di Seta Nera 최우수 음악상 수상  뉴스
- 새로운 앨범 전국기자협회
- Prayer - 기도 브레이크 뉴스)

- 커피에 빠지다 (A Deep Dive into Coffee) 브레이크 뉴스

- 숲속의 빈터 (A Clearing in the Forest) 브레이크 뉴스

- 치유음악 정원철의 반야심경 브레이크 뉴스

- 치유음악 정원철의 반야심경 주간경향

- 치유음악 정원철의 반야심경 주간불교